# Paramantis prasina
Espèce
Paramantis prasina est une mante africaine (notamment Angola, Côte d'Ivoire, Ghana, Guinea, Kenya, Tanzanie & Togo) et présente également à Madagascar, aux Mascareignes et aux Comores.
À La Réunion, elle fait partie des insectes appelés chipèque pardon. 